# Kodeks 0278
Kodeks 0278 (Gregory-Aland no. 0278) – grecko-arabski kodeks uncjalny Nowego Testamentu na pergaminie, datowany metodą  paleograficzną na IX wiek. Rękopis jest przechowywany na Synaju. Tekst rękopisu jest wykorzystywany we współczesnych wydaniach  greckiego Nowego Testamentu. 

## Opis
Zachowało się 120 pergaminowych kart rękopisu, z greckim tekstem  Listów Pawła, z licznymi brakami. Karty mają rozmiar 24,2 na 18,2 cm. Tekst jest pisany dwoma kolumnami na stronę, 20-22 linijek tekstu na stronę. Jest palimpsestem, tekst dolny zawiera traktaty teologiczne. 

## Historia
INTF datuje rękopis 0278 na IX wiek . 
Rękopis został znaleziony w maju 1975 roku podczas prac restauracyjnych w klasztorze wraz z wieloma innymi rękopisami . Na listę greckich rękopisów Nowego Testamentu wciągnął go Kurt Aland, oznaczając go przy pomocy siglum 0278. Został uwzględniony w II wydaniu Kurzgefasste. Barbara Aland oceniła, że wśród rękopisów Nowego Testamentu odkrytych w 1975 na Synaju najbardziej godnymi uwagi są 0278 i 0281. 
Rękopis jest wykorzystywany we współczesnych wydaniach greckiego Nowego Testamentu (NA27, NA28). Nie został wykorzystany w UBS4. 
Rękopis jest przechowywany w  Klasztorze Świętej Katarzyny (N.E. ΜΓ 2) na Synaju . 